# Rojstvo (Petrus Christus)
Rojstvo je nabožna slika na tabli, olje na lesu, iz sredine 1450-ih, staronizozemskega slikarja Petrusa Christusa. Prikazuje prizor rojstva z grizaj oboki in trompe l'oeil izklesanimi reliefi. Na Christusa je vplivala prva generacija nizozemskih umetnikov, zlasti Jan van Eyck in Rogier van der Weyden, tabla pa je značilna za preprostost in naturalizem umetnosti tistega obdobja. Postavitev obokov kot okvirna naprava je tipična za van der Weydna in je tu verjetno izposojena iz Oltarja sv. Janeza in Oltarja Miraflores. A Christus te slikarske motive prilagodi edinstveni senzibilnosti sredi 15. stoletja in nenavadno veliki tabli - morda naslikani kot osrednja oltarna tabla triptiha - je niansirana in vizualno zapletena. Prikazuje njegovo običajno harmonično sestavo in uporabo perspektive v eni točki, še posebej očitno pri geometrijskih oblikah strehe lope in v drzni uporabi barv. Je eno najpomembnejših Christusovih del. Max Friedländer je tablo definitivno pripisal Christusu leta 1930 in zaključil, da »je po obsegu in pomembnosti nadrejena vsem drugim znanim stvaritvam tega mojstra«.
Splošno vzdušje je preprostost, spokojnost in podcenjena prefinjenost. Odseva gibanje Devotio Moderna iz 14. stoletja in vsebuje zapleteno krščansko simboliko, ki na prefinjen način nasprotuje ikonografiji Stare in Nove zaveze. Izklesane figure v oboku prikazujejo svetopisemske prizore greha in kaznovanja, ki označujejo prihod Kristusovega žrtvovanja, z obsežnim sporočilom »Padec in odrešenje človeštva«. Znotraj oboka, obkrožena s štirimi angeli, je Sveta družina; onkraj seže pokrajina v daljno ozadje.
Umetnostni zgodovinarji predlagajo datume zaključka, ki segajo od zgodnjih 1440 do zgodnjih 1460, z verjetno okoli 1455. tablo je v 1930-ih prevzel Andrew Mellon in je bila ena izmed nekaj sto iz njegove osebne zbirke, podarjene Državni galeriji umetnosti v Washingtonu. Poškodovana, je bila obnovljena v začetku 1990-ih za razstavo v Metropolitanskem muzeju umetnosti v New Yorku.

## Opis
Rojstvo so nenavadno velike za staronizozemsko poslikavo iz 15. stoletja s 127,6 cm × 94,9 cm in pokrivajo štiri hrastove deske. Nobenih dokazov o pogrešanih krilnih tablah ni, vendar njena velikost kaže na to, da bi lahko šlo za osrednjo tablo velikega triptiha. Umetnostni zgodovinar Joel Upton piše, da je Christus s svojo velikostjo, slogom, tonom in kompozicijo naslikal »Andachtsbild – nabožno podobo monumentalnih dimenzij, podobne ciboriju«. Razlikovanje med figurami in prostorom okoli njih je značilno za Christusovo delo, pa tudi njegova enotočkovna perspektiva. Pokrajina v ozadju je mirna, kot tudi »očarljiva, skoraj lutkam podobne figure, ki sestavljajo like.«
Prostor je lopa, ki je spredaj zaprta z dvema kamnitima stebroma in obokom, izrisani v grizaju. Na dnu vsakega stebra se drži majhen lik (atlant), ki ga drži. Na vsakem stebru stojijo kipi Adama in Eve - Adam na levi in Eva na desni. Na dnu lok povezuje marmornat prag. Zgornji vogali loka imajo dva spandrela. Padec človeka je prikazan v šestih prizorih iz Knjige Geneze znotraj arhivolta, upodobljenih v reliefu. Dva sta Adam in Eva; njun izgon iz raja in Adam je obdelal zemljo. Ostali so Kajn in Abel: njihova žrtev Bogu; Kajn ubje Abla; Bog se je prikazal Ablu; Kajn je bil izgnan v deželo Nod.
V lopi si Marija in Jožef delita zelo zaseben trenutek pred oznanjenjem rojstva otroka Jezusa, pastirjem. Izdelani so v svetlih barvah. Marija nosi dolgo modro obleko, Jožef pa zeleno z rdečo obrobljeno ogrinjalo čez rjavo haljo. V roki drži klobuk, njegove cokle pa spoštljivo sezuje in ležijo na tleh. S spoštovanjem gledajo na novorojenega Jezusa, ki leži na Marijini obleki. Marijine poteze imajo mehkobo in sladkost, bolj značilno za Christusove poznejše slike in po besedah Maryan Ainsworth izredno podobne njegovi Madoni suhega drevesa. Na obeh straneh v čaščenju klečijo štirje mali angeli.
Živali so vidne v stajah. Za njimi je razpadajoča stena s tremi nizkimi romanskimi okni. Štirje pastirji v sodobnih oblačilih iz 15. stoletja prijazno klepetajo, naslonjeni na steno in gledajo v lopo. Dva sta nameščena levo in dva desno; v vsakem paru je eden oblečen v rdečo, drugi pa v modro. Za lopo je majhen hribček, kjer dva pastirja ženeta ovce po poti, v daljavi je nizozemsko mesto z dvema kupolastima zgradbama v središču, ki simbolizirata Jeruzalem in Jezusov pasijon. Velika kupolasta stavba temelji na svetem grobu v Jeruzalemu, njegovo repliko je družina Adornes zgradila v Bruggeu leta 1427, imenovano Jeruzalemska kapela. Jata gosi je vidna visoko na nebu skozi strešne nosilce.
V lopo od zunaj skozi nizka okna sije svetloba. Sence kažejo na zoro novega dne. Štirje opazovalci zadaj so v svetlobi in senci, še posebej opazno na obrazu moškega, ki je drugi z desne. Tu si Christus sposodi optično napravo iz del svojih predhodnikov Jana van Eycka in Rogierja van der Weydna, vendar je drznejši in bolj izpopolnjen z uporabo svetlobe, kar profesorica umetnosti Lola Gellman opisuje kot »brez kontrapunkta v prejšnji umetnosti«.

## Ikonografija
Tabla je bogata s krščansko ikonografijo, ki odraža premik verskih nazorov k bolj meditativni in samotni predanosti v 14. stoletju, kar ponazarja gibanje Devotio Moderna (gibanje za versko reformo, ki je pozvalo k apostolski prenovi s ponovnim odkritjem pristnih pobožnih praks, kot so ponižnost, poslušnost in preprostost življenja.). Slika je nabožna; v njeni ikonografiji je jasno postavljena podoba Stare in Nove zaveze, ki prikazuje teme kaznovanja in odrešenja, proti prepričanju, da je s Kristusovim rojstvom na voljo druga priložnost.
Upodobitve Rojstva so se v evropski umetnosti bistveno spremenile po vizijah sv. Brigite. Po Uptonovih besedah je prizor »postal vir čustvene nagrade za vero, zasebna vizija kot odgovor na neko razmišljanje«. V Brigitini različici dogodka Marija med porodom ne leži v postelji. Dogodek se zgodi v jami, kjer Marija, oblečena v belo, poklekne ali vdano stoji pred dojenčkom, ki leži na tleh. Jožef drži svečo, da osvetli porod. Roberta Campina Rojstvo (ok. 1420) je predstavnik Brigitine pripovedi; jamo je nadomestila lopa z živalmi, prisotne so Marijine služabnice, medtem ko se angeli in pastirji veselijo. Christus je poenostavil pripoved: odstranil dekleta in spustil živali v ozadje. Marijino belo obleko je nadomestila temno modra halja. Njegove jaslice so mračne in umirjene, utelešenje »strogega miru brezčasnega čaščenja«.
Rojstvo Kristusa prenaša starozavezne teme greha in kaznovanja ter novozavezni nauk o žrtvovanju in odrešenju. Čeprav Adam in Eva na obeh straneh oboka nakazujeta tiste v van Eyckovem Gentskem oltarju, se bistveno razlikujejo. Tu so naslikani kot kipi grizaj v nasprotju z Van Eyckovimi življenjskimi različicami; in za razliko od Van Eycka, sta Adam in Eva v sramu in skrivata svojo goloto. Zemeljski greh in prepir, jeza in maščevanje so v bojnih vogalih zastopani v vojni in pomenijo tisto, kar bi Kristusovo rojstvo končalo.
Teme kaznovanja in odrešenja so nadalje raziskane v šestih prizorih na loku, kjer reliefi prikazujejo dogodke iz 1. Mojzesove (1 Mz 4,1–16) (od leve proti desni): Božji angel, ki je Adama in Evo izgnal iz rajskega vrta; življenje po izgonu, "ko je Adam obdeloval zemljo in Eva rodila; žrtvovanje Kajna in Abla; Kajn je ubil Abla; (zgoraj) Bog preganja Kajna; Kain se je poslovil od staršev ali morda od brata Seta, in odšel, da bi našel Drevo življenja«, judovsko legendo iz Mojzesove apokalipse, psevdepigrafskega dela iz antike.
Dva zgornja reliefa na loku, ki imata osrednji poudarek in delujeta kot ključna kamna, opozarjata na sočasnost tem Stare in Nove zaveze. Relief na levi prikazuje Kajna in Abla, ki se žrtvujeta Bogu; na desni Kajin stori greh umora, ki ga Bog kaznuje. Oba reliefa delujeta tudi kot časovna naprava, ki gledalca vodi neposredno do trenutka Kristusovega rojstva in odrešenja človeštva, ki se zgodi spodaj v lopi. Gledalca opozarja, da se mora človeštvo žrtvovati Kristusu, ki leži neposredno spodaj, ali tvegati kazen in izgon iz cerkve, tako kot je Bog izgnal Kajna. Padec človeka, odigran na obočnem loku, gledalca spominja na »nujnost Kristusove žrtve«.
Kamniti polkrog znotraj praga gledalca opominja, naj opusti greh. Gledalca opozori, naj v celoti razume pomen dogodka, doseženega z dvema skupinama pastirjev na zadnji strani lope. Dva od štirih sta aktivna, dva pa pasivna. Moški, oblečen v modro na levi, posluša; moški v modri na desni vidi, njihovi kolegi v rdeči pa ne. Čeprav dejavno gledata in poslušata, se zdi, da moška v modrem popolnoma ne razumeta dogodka. Upton pojasnjuje, da bi srednjeveški gledalec razumel, da je Christus v ikonografiji predstavil »človeka, ki bi poslušal, ne da bi slišal, in gledal, ne da bi videl«. Gledalca opozori, naj razume vizijo in ikonografijo slike, da v celoti prepozna pomen Kristusovega prihoda, da sliši in vidi Božjo besedo in da uboga božje želje.
Šop trave, ki izvira iz osrednjega nosilca strehe nad figurami, ima več pomenov. Čeprav je grm naravno upodobljen, ga je Christus skoraj zagotovo postavil tja zaradi njegove simbolne vrednosti; njegovo umeščanje nakazuje, da je sledil programu prikrite ikonografije. Najbolj očiten pomen je novo življenje in novi začetki. Na sekularni ravni je grm morda nakazoval Christusovo članstvo v Bratovščini suhega drevesa, ki se ji je pridružil nekje okoli leta 1462–63. Bratovščina je bila prestižna, tudi zaradi burgundskega plemstva med njenimi vrstami, kot je bil Filip Dobri in njegova žena Isabella, bogati tuji trgovci in člani iz višjih slojev Bruggea. Šop trave simbolizira tudi drevo življenja in Upton teoretizira, da je Christus s postavitvijo tja »izrazil legendo« o Adamovem tretjem sinu Setu, čigar iskanje veje je bila priljubljena legenda srednjeveškega obdobja. Nadalje omenja Mojzesa in goreči grm. Po Uptonovih besedah Jožef v Christusovem Rojstvu prevzame Mojzesovo vlogo zaščitnika in prinašalca zakona; tako kot je Jožef v Kristusovi navzočnosti sezul svoje cokle, je tudi Mojzes ob prisotnosti grmovja sezul čevlje.
Postavitev predstavlja mašo - angeli so oblečeni v evharistična oblačila, tisti na skrajni desni pa oblečen v diakonovo obleko. Nobeden ne nosi slavnostni pluvial (plašču podobno liturgično oblačilo katoliških duhovnikov), kar nakazuje, da je Jezus duhovnik. Nadstrešnica je ciborij nad oltarjem. Kasnejši dodatek k sliki, ki je bil dodan morda v 17. stoletju in je bil odstranjen, je bila zlata patena, na kateri je ležal dojenček, ki je Jezusa jasno prikazoval kot evharistično hostijo. Marija, Jožef in angeli prvi častijo dojenčka Jezusa in lopa 'postane oltar prve maše'. Upton pojasnjuje, da je ikonografija, če jo gledamo v okviru prve maše, jasneje opredeljena.

## Kompozicija
Christus je bil prvi nizozemski slikar, ki je z uporabo pravokotnikov dosegel znanje strogih matematičnih pravil kompozicije in ustvaril enotno perspektivo. Koncept kompozicije, »ki temeljijo na enotni perspektivi«, je bil v veliki meri pionirski napor Christusa, čeprav si ga je sposodil od zgodnejših mojstrov. Kompozicijsko je Christusovo Rojstvo najbolj zapleteno in najpomembnejše njegovo delo, za katero Ainsworth pravi, da je mojstrsko povezano z uporabo barv. X-radiografija razkriva orisane pravokotne črte na podrisu, ki označujejo, kje naj se vodoravna in navpična os stikata na glavah glavnih figur in da je s kompasom risal spandrele.
Slika vsebuje več geometrijskih konstrukcij. Streha hlevskih konstrukcij tvori vrsto trikotnikov, ki povezujejo dno podstavkov in prečke. Ti obkrožajo druženje Svete družine, ki tvorijo obratni vzorec. Po besedah umetnostnega zgodovinarja Lawrencea Steefela »podrobnost sodeluje v skoraj simboličnem vzorcu ponavljajočih se trikotnikov, ki vzpostavijo shemo rime zgoraj in spodaj, strešne konstrukcije in dispozicije«. Upton piše, da je viden »jasno določen diamant« znotraj vrha strehe. Od tam se razteza do Eve in spodnji vrh nastane tam, kjer leži dojenček na tleh. Nato se razteza do Adama in nazaj do strehe. »Ta oblika diamanta« piše, »dopolnjena s pravokotnikom v njej, ki ga tvorijo nosilci lope, podnožje trikotnika in črta tal v lopi, opisuje glavni dogodek slike«.
Prostorske in časovne meje, ki ločujejo zemeljsko in nebeško sfero, pogosto vidimo v nizozemski umetnosti, običajno v obliki okvirjev ali lokov. Tu je dosežena meja z grizajem loka, ki močno spominja na van der Weydnovo delo. Umetnostni zgodovinarji domnevajo, da je Christus morda posnemal njegov Oltar svetega Janeza. Christus je namesto zgolj posnemanja inoviral in razširil uporabo van der Weydnovega motiva loka; njegov lok naj bi bil odprtina ali zaslon, da gledalec lahko vidi v sveti prostor, namesto preproste naprave za uokvirjanje, v kateri so figure postavljene neposredno v vrsto ali pod lokom. Večbarvni kamni praga na dnu poudarjajo njegovo funkcijo, pravi Upton, ki piše: »gre za odprtino, skozi katero se preide: pravi okvir ali vrata do slike ... Kljub temu, da je ta lok poslikan v grizaju, izrazito od preostalega dela table, ga je treba videti tudi kot ločeno celoto, podobno kot dodelana obroba okoli iluminirane strani rokopisa«. Sence, ki jih oddajajo risane figure, poudarjajo »njegovo funkcijo kot diafragma med resničnim in iluzornim vesoljem«. 
Zelo podoben lok najdemo v Dirka Boutsa Marijinem oltarju (c. 1445), vključno s spandreli z bojevniki. Umetnostni zgodovinarji niso prepričani, kaj je bilo naslikano prej - Christusovo Rojstvo ali Boutsova oltarna slika. Van der Weydnovi obokani triptihi so bili naslikani približno v istem obdobju, umetnostni zgodovinarji pa so bolj prepričani, da je Rogierjeva zasnova arhivolta postavila precedens. Za razliko od Boutsa in van der Weydna se zdi, da je Christus napravo uporabil za zajem ene same scene, ki vključuje vse glavne like v loku, namesto povezane serije prizorov z ločenimi loki.
Lok je le uvod v zapletene oddelke onstran. Prostor, v katerem živi sveta družina, je sveta zemlja. Marija, Jožef, Jezus otrok in štirje okoliški angeli zasedajo prostor, ki je spredaj ločen od oboka in ob steni zadaj. Polkrog figur je nameščen okoli Jezusa, odmeva v polkrogu skal, nameščenih neposredno znotraj praga. Marijo in Jožefa odmevajo pisani navpični porfirni stebri na straneh ter kipi Adama in Eve. Zadnji del lope, kjer stojijo štirje možje, majhna dolina s pastirji, mesto in pokrajina v ozadju so tudi prostorsko ločena območja, ki ustvarjajo »enakomerno, izmerjeno premikanje v vesolje namesto bolj nenadnega skakanja iz prve v oddaljeno ozadje, skupno flamskemu slikarstvu«. Prav tako obkrožajo Sveto družino, hkrati pa preprečujejo njeno izolacijo od sveta. Ainsworth piše, da »sporočilo slike tiho izhaja iz strogega, perspektivno pravilnega prostora, zgrajenega za privabljanje gledalca«. Upton se strinja in pojasnjuje, da uporaba geometrijskih elementov poudarja žarišče, ki »pade precej pod obzorje v natančnem središču table«, perspektiva, ki bi gledalcu na sredini, ki je klečal pred tablo, dala »občutek za fizično razmerje med dejanskim in idealnim bogoslužjem«. 

## Datacija in stanje
Datacija Rojstva je že dolgo vir razprav med raziskovalci. Ocene se gibljejo od sredine 1440-ih do sredine 1450-ih; zgodaj v Christusovi karieri, približno takrat, ko je van der Weyden naslikal svoj Oltar svetega Janeza. Na splošno se zdi, da je sredina 1450-ih najbolj sprejeta. Ainsworth meni, da je skupaj s Christusovo Sveto družino (trenutno v Kansas Cityju) ena najpomembnejših, ki mu jo pripisujejo in meni, da spada v njegov kasnejši opus, verjetno še sredi 1460-ih. Dokazi, na primer, ko se je Christus pridružil Bratovščini suhega drevesa (ok. v začetku 1460-ih let), kažejo na to kot na kasnejše delo skupaj s Portretom mladenke. Njegova uporaba perspektive in asimilacija prejšnjih vplivov van Eycka in van der Weydna tudi nakazujeta na poznejši datum. Poleg tega so mehkejši tipi obraza, uporabljeni v Rojstvu, značilni za Christusova kasnejša dela in predlagajo datum okoli sredine 1450-ih. Tehnična analiza (dendrokronološki dokazi) kaže na datum okoli 1458, glede na datum podiranja dreves. Christus je naslikal še dve različici Rojstva: eno v Bruggeu in drugo v Berlinu. Rojstvo v Bruggeu je datirano leta 1452 - ne glede na to ali ga je dodal Christus ali med obnovo, ni znano - in tehnična analiza potez čopiča kaže, da je bilo zgodnejše kot Rojstvo v Washingtonu.
Določitev datuma izvedbe temelji na slogovni analizi in stopnji van der Weydnovega vpliva. Datiranje dela v 1440-ta leta temelji na ideji, da si je Christus močno sposodil od neposrednega vpliva Van der Weydna in Boutsa. Čeprav so nekatere podobnosti nedvomno presenetljive in bi jih lahko pripisali sledenju predlogi, stopnja prefinjenosti v Rojstvu po besedah Ainswortha daleč presega druga dva slikarja. Piše, da sta Bouts in van der Weyden »zgolj razširila pripoved«, ko sta uporabila motiv oboka, medtem ko Christus kaže močan vzrok in učinek med grehom in odrešenjem, novosti, ki so se skoraj zagotovo razvile kasneje v njegovi karieri, datum pa ni postavil prej kot sredi 1450-ih let.
Podris je viden s sodobno tehnično analizo, ki razkriva glavno skupino figur in konturnih linij v gubah in odeji oblačil. Vidna so angelska krila na Marijini levi, ne pa tudi na desni, verjetno zaradi kasnejšega prebarvanja. V spodnjem delu se Marijina obleka razteza daleč levo od angela, vendar se je Christus očitno premislil glede njene izvedbe.
Delo je utrpelo škodo: razpoke, kjer so spojene tri lesene table, izguba barve na delih vzorca, pokanje in razbarvanje laka. Največje območje izgube barve je prišlo na Jožefovi rami. Marijino ogrinjalo je v celoti obnovljeno in prebarvano. Izguba barve je komaj opazna na predelih okoli las. Na mnogih področjih so sloji barve in podlaga v dobrem stanju.
Rojstvo je bilo eno izmed 13 del, ki so bila leta 1994 razstavljena na razstavi Metropolitanskega muzeja umetnosti Petrus Christus: Renesančni mojster v Bruggeu. V pripravi je bilo bistveno obnovljeno. Tehniki so odstranili preveč barv, ki verjetno izvirajo iz njegovega španskega izvora. Dodatek je vključeval zlato pateno na Marijini obleki, pigment pod Jezusom otrokom in nimbe nad Marijo in Jezusom. Že leta 1916 je Friedländer dvomil o prisotnosti nimbov v Christusovem delu, kar je bilo redko videno na nizozemskem slikarstvu sredi 15. stoletja. Ko so bili nimbi skrbno pregledani, so ugotovili, da so poznejši dodatki; pred razstavo so jih odstranili z več slik, vključno iz slike Portret kartuzijana.

## Poreklo
Slika je danes v Narodni galeriji umetnosti v Washingtonu, ki si jo je v poznih 1930-ih pridobil finančnik iz Pittsburgha Andrew Mellon. Bila je ena od 126 slik iz njegove osebne zbirke, podarjena galeriji, ki je bila razstavljena na otvoritvi muzeja marca 1941 - tri leta po njegovi smrti.
Pripadala je Señori O. Yturbe iz Madrida, ki jo je leta 1930 prodala Franzu M. Zatzensteinu, ustanovitelju berlinske galerije Matthiesen. Istega aprila so bratje Duveen, ki jih je leta 1929 šok na borzi prizadel manj kot druge trgovce, plačali Zatzensteinu 30.000 funtov v gotovini za sliko in jo takoj prodali Mellonu. Trgovec, ki je navadno moral skozi dolgotrajen postopek pošiljanja fotografij slike s čezatlantsko ladjo ameriškemu kupcu in nato čakal na odgovor, je tokrat transakcijo za Rojstvo izpeljal izjemno hitro, ker je to prva slika, katere fotografija je bila prek Marconijevega kabla ožičena od Anglije do Amerike. Da bi se izognili izvoznim pristojbinam, če bi sliko poslali neposredno v New York, so Duveensi zavili po krožni poti - iz Madrida v Nemčijo, nato v Pariz in Ameriko. Leta 1936 jo je prevzel A. W. Mellon Educational and Charitable Trust, leto kasneje pa podaril Narodni galeriji.
Glede na velikost in usmerjenost je bila tabla verjetno namenjena samostojnosti, vendar je bila morda zasnovana kot krilo triptiha. Kdo je naročil kos ali kako je prišel v posest španskega lastnika, ni znano. Vsaj polovica Christusovih znanih pokroviteljev je bila Italijan ali Španec in pogosto je spremenil svoj slog, da bi ustregel njihovim željam. Približno osem njegovih slik - le približno 25 jih je ohranjenih - je prišlo bodisi iz Italije bodisi iz Španije, kar daje verjetnost špekulacijam, da je tam preživel določen čas. Vendar obstoj uspešnega izvoznega trga v staronizozemskem slikarstvu s tablami prav tako nakazuje, da bi ga lahko naslikali v Bruggeu in ga prepeljali na jug.